# Kota Jaya
Kota Jaya is een bestuurslaag in het regentschap Lahat van de provincie Zuid-Sumatra, Indonesië. Kota Jaya telt 2882 inwoners (volkstelling 2010).